# 보상적 손해배상
보상적 손해배상이란 상대방의 손해를 끼치는 행위가 없었을 시의 상황으로 만들어주는 손해배상의 한 종류로 영미법에서 인정된다. 전보적 손해배상이라고도 한다.